# Caiupy Alves de Castro
Caiupy Alves de Castro (Rio de Janeiro, 16 de agosto de 1928 - Rio de Janeiro, 21 de novembro de 1973) foi banqueiro e apesar de ter se aposentado antes de seu desaparecimento, também era sócio da empreiteira São Tomé. Durante o período da ditadura militar brasileira, se envolveu com outros  militantes de esquerda da América Latina, em especial, seu amigo major do exército brasileiro Joaquim Pires Cerveira, militante contra o golpe ditatorial do Chile que instaurou a ditatura de Pinochet em 1973, que teria sido exilado do Brasil. Ao voltar para o Brasil, Caiupy foi detido pelo DOPS do Rio de Janeiro no bairro de Copacabana, por volta das 19 horas do dia 21 de novembro e desde então foi dado como desaparecido.
é um dos casos investigados pela Comissão da Verdade, fundada especialmente para realizar investigações sobre os crimes cometidos pelo Estado brasileiro, com interesse em apurar mortes e desaparecimentos na ditadura militar brasileira.

## Biografia
Caiupy nasceu na capital carioca do estado do Rio de Janeiro, filho de Mariano Alves de Castro e Leopoldina Ribeiro de Castro, cresceu no Rio de Janeiro e trabalhava como bancário, apesar de ter se aposentado cedo, se tornou sócio da empreiteira São Tomé, cargo ao qual ocupou até seu desaparecimento.
Casou-se com Marly Paes Leme, com quem teve seu primeiro e único filho César Alves de Castro. Construiu sua vida na cidade do Rio de Janeiro, e apesar de não ser oficialmente ligado a nenhuma organização ou partido de esquerda, foi preso duas vezes pelo DOPS do Rio de Janeiro como militante comunista, chegando a ser associado como militante e ativista do Partido Comunista da Brasil (PCB), somente por ter o título de eleitor emitido em nome do partido, que depois da época do Estado Novo de Vargas, não era considerado ilegal.
Foi detido pela primeira vez por agentes de segurança do DOPS da Guanabara no dia 1 de maio de 1968, enquanto participava de uma manifestação sobre o dia do trabalhador, no Campo de São Cristovão. Durante esta prisão, ficou onze dias incomunicável, e neste período, chegou a ganhar apoio do Sindicado dos Bancários para que fosse solto. Apenas vinte dias depois de sua captura que Caiupy conseguiu a liberdade, por meio de um habbeas corpus porém, sem registros ou  processos judiciais.
Em 1971, viajou para o Chile para visitar o amigo major Joaquim Pires Cerveira, não se sabe de onde Caiupy e Cerveira criaram laço, mas o major chileno tinha um contexto de participação militante de resistência à ditadura chilena. Após um período de vinte dias no país chileno, Caiupy voltou para o Brasil, onde ficou até seu desaparecimento.

## Desaparecimento
A noite de 21 de novembro de 1973, considerada a data de seu desaparecimento é contada por sua esposa, Marly Paes Leme, no capítulo "Caiupy Alves de Castro - Num quartel de Brasília; prisão ilegal" no livro "Desaparecidos Políticos" escrito por Ronaldo Lapa e Reinaldo Cabral.
Segundo Marly, ela e seu marido estavam em um ônibus da linha circular Glória e Leblon, quando na altura da Galeria Menescal, Caiupy desceu, dizendo para a esposa que se encontraria com um amigo, mas que o encontro seria breve, garantindo-a que voltaria rápido. Aquela teria sido a ultima vez que Marly veria seu marido. Como é retratado do trecho do livro:
"Esperei, e nada de Caiupy, o dia já estava amanhecendo e o meu marido não tinha voltado. Pensei comigo: Vai ver que o encontro se prolongou demais e ele não pôde avisar. Dia seguinte, não dava mais para esperar e comecei a tomar as primeiras providências, meu marido tinha desaparecido..."
Assim que soube do desaparecimento do marido, Marly recorreu a todas as alternativas que lhe eram cabidas, buscou por amigos mais próximos, foi aos necrotérios das regiões mais próximas e até buscou nas delegacias do DOPS, nada foi encontrado. Durante o período de buscas, a esposa do desaparecido tentou publicar anúncios de busca nos principais jornais e veículos locais, depois de muitas recusas, o jornal Diário de Notícias publicou o anúncio apenas por dois dias. Marly conseguiu o apoio de amigos, familiares e de Lourdes Cerveira, esposa do major Joaquim Cerveira, amigo de Caiupy, e que também estava dado como desaparecido.
Na mesma época do desaparecimento de Caiupy, Otevaldo da Silva, um colega que também havia sido preso, e que teve a prisão levada a público, disse que teria escutado a voz de Caiupy enquanto estava detido em um quartel militar na capital de Brasília. Apesar da denúncia de Otevaldo, nenhum órgão se responsabilizou ou assinou pela prisão oficial de Caiupy Alves de Castro.

## Relações externas
Por meio de pesquisas do CONADEP (Comissão Nacional sobre o Desaparecimento de Pessoas), no ano de 2008, foi possível estabelecer alguma conexões entre a prisão e o desaparecimento do brasileiro Caiupy Alves de Castro e de três desaparecidos políticos da Argentina: Antonio Luciano Pregoni; Jean Henri Raya Ribard e Antonio Graciani. A conexão foi traçada através dos fatos que ligavam os quatro homens. Em primeiro ponto, todos os sequestros e desaparecimentos ocorreram no mesmo dia e no mesmo local. Em segundo ponto, todos os desaparecidos mantinham alguma relação com o major Joaquim Cerveira e com Abraham Guillén, militante espanhol. As conexões são mostradas no site da Comissão Nacional da Verdade:
" ...Foi possível relacionar o desaparecimento do brasileiro Caiupy Alves de Castro ao de três militantes vindos da Argentina (Antonio Luciano Pregoni, Jean Henri Raya Ribard e Antonio Graciani ). Isso ocorreu em função dos seguintes fatos: (I) os referidos sequestros ocorreram na mesma data e local, (II) as relações em comum que mantinham com o ex-major do Exército brasileiro, Joaquim Pires Cerveira, desaparecido na Argentina em 05/12/1973, juntamente com João Batista Rita e vistos pela última vez em janeiro de 1974 no Destacamento de Operações de Informações - Centro de Operações de Defesa Interna (DOI-Codi) da Rua Barão de Mesquita, na Tijuca (RJ); (III") as relações em comum que mantinham com Abraham Guillén, combatente da Guerra Civil Espanhola (1936-1939) que se refugiou na França durante a Segunda Guerra Mundial, onde conheceu e se tornou amigo do pai de Jean Henri Raya Ribard. Guillén mudou-se para a América Latina nos anos 1950 e foi uma importante influência entre os Tupamaros, organização em que militava Antonio Pregoni."
Para a historiadora Janaína Teles, que conduziu estas pesquisas em parceira com a Comissão Nacional da Verdade, com o grupo da Operação Condor, essa relação mostra que havia uma tentativa de levante de um grupo revolucionário que abrangesse militantes de alguns países da América Latina, principalmente Brasil e Argentina que se inspiravam-se nas práticas da guerrilha cubana. Além de mostrar que havia uma forte aliança dos órgãos repressores da América do Sul.
A pesquisa apresentada em 2013 pela Comissão da Verdade, pode ser de muito uso ao tentar explicar alguns grandes desaparecimentos da época.

## Homenagens
Em homenagem a sua história, foi fundada uma rua no bairro Jardim Guaembu, na região de Interlagos, na capital paulista de São Paulo. Porém, como o registro de seu nome na maioria dos documentos em que dava como desaparecido, era apresentado como Caiuby, a rua levou o nome de Caiuby Alves de Castro.

## Comissão Nacional da Verdade e Memória da Ditadura
Diante das investigações realizadas, conclui-se que Caiupy Alves de Castro desapareceu em decorrência das ações perpetradas por agentes do Estado brasileiro em contexto de sistemáticas violações de direitos humanos promovidas pela ditadura militar, implantada no país a partir de abril de 1964. Além da amizade com Joaquim Pires Cerveira, a localização e a data do desaparecimento de Caiupy permitem a conclusão de que pode haver ligação de seu caso com o desaparecimento de Jean Henri Raya Ribard e Antonio Luciano Pregoni, que também desapareceram na mesma data e no mesmo local. Recomenda-se a retificação da certidão de óbito de Caiupy Alves de Castro, assim como a continuidade das investigações sobre as circunstâncias do caso, para a identificação e responsabilização dos agentes envolvidos.